# Dynamic Steering Torque
 (mai 2012).
Si vous disposez d'ouvrages ou d'articles de référence ou si vous connaissez des sites web de qualité traitant du thème abordé ici, merci de compléter l'article en donnant les références utiles à sa vérifiabilité et en les liant à la section « Notes et références ».
Pour les articles homonymes, voir DST (homonymie) et Dynamic.
Le Dynamic Steering Torque ou DST est une aide à la conduite complémentaire du programme électronique de stabilité ESP.

## Fonctionnement
Le système surveille les conditions d’adhérences et détecte si le véhicule risque de se trouver dans une situation d’adhérence précaire. Dans ce cas le système tend à guider les mouvements du conducteur sur le volant — en utilisant le moteur électrique utilisé par la direction assistée électrique — afin de fournir un couple additionnel dans la direction que le programme — intégré a l'ordinateur de bord — juge stabilisatrice.